# Sebastiano Gastaldi
Sebastiano Gastaldi, né le 12 juin 1991 à Piove di Sacco, en Italie, est un skieur alpin argentin. Il court dans les disciplines techniques (slalom et slalom géant).

## Biographie
Gastaldi fait ses débuts internationaux dans la Coupe sud-américaine en 2006 et monte sur ses premiers podiums dans cette compétition en 2009 et ses premières victoires en 2010.
Il prend part à son premier événement mondial en 2010 aux Championnats du monde junior, puis chez les séniors en 2011 aux Championnats du monde à Garmisch-Partenkirchen. Depuis, il a pris part à quatre éditions des Championnats du monde, abandonnant à chaque fois en slalom et finissant deux fois en slalom géant, avec comme meilleur résultat une 38e place en 2017 à Saint-Moritz. Sur les jeux olympiques, il est concourt en 2014 à Sotchi, où il ne finit ni le slalom géant, ni le slalom spécial et en 2018, où en tant que porte-drapeau à la cérémonie d'ouverture, il court le slalom géant, mais chute lourdement et se rompt le ligament croisé antérieur qui l'empêche de courir le slalom. 
En décembre 2011, il prend le départ pour la première fois dans la Coupe du monde à Alta Badia. Dans cette compétition, au total, il court sept slaloms et deux slaloms géants et tient un bilan de huit abandons sur neuf courses.
Frère de Nicol Gastaldi, aussi skieuse, il prend comme elle sa retraite sportive en 2019.

## Palmarès

### Jeux olympiques d'hiver
| Épreuve / Édition | Sotchi 2014 | Pyeongchang 2018 |
| Slalom géant      | Abandon     | Abandon          |
| Slalom            | Abandon     | -                |

### Championnats du monde
| Épreuve / Édition | Garmisch-Partenkirchen 2011 | Schladming 2013 | Beaver Creek 2015 | Saint-Moritz 2017 | Åre 2019 |
| Slalom géant      | Abandon                     | Abandon         | Abandon           | 38e               | 64e      |
| Slalom            | Abandon                     | Abandon         | Abandon           | Abandon           | Abandon  |

### Championnats d'Argentine
- Champion du slalom en 2011, 2012, 2014 et 2015.
- Champion du slalom géant en 2015.